# Merchandiser
Merchandiser – pracownik zajmujący się merchandisingiem. Reprezentuje dostawcę towarów w miejscu ich sprzedaży dbając o to, aby warunki ekspozycji stymulowały wielkość sprzedaży. Powinien zatem znać i rozumieć mechanizmy, które towarzyszą zakupowi i umieć je wykorzystać. Powinien posiadać też umiejętności negocjacyjne, aby pogodzić interesy swojego pracodawcy i właściciela sklepu czy hurtowni pozostającego pod presją innych dostawców oraz klientów.
W szczególności zadania merchandisera to:
- regularne wizyty w punktach sprzedaży z powierzonego rejonu
  - kontrola stanu towarów: ilość, asortyment, daty ważności
  - dbałość o właściwą ekspozycję powierzonych towarów
  - porządkowanie półek, sprawdzanie i poprawianie błędnych cen i opisów,
- zapewnienia ciągłej dostępności towarów
  - zarządzanie zapasami w magazynie
  - przygotowywanie propozycji zamówień,
  - przygotowywanie zwrotów
- wspierania sprzedaży
  - organizowanie imprez promocyjnych,
  - zgłaszanie pomysłów dotyczących ekspozycji towaru, metod promocji, cen itp.
  - sugerowanie handlowcom zmian w organizacji sklepu
- zbieranie informacji i systematyczne raportowanie
  - o potrzebach i opiniach klientów, reklamacjach itp.,
  - analizy oferty konkurentów i metod ich działania,

Merchandiser może mieć pod opieką od kilkudziesięciu do kilkuset sklepów w rejonie działania. Szacuje się, że dziennie jest w stanie odwiedzić 4-10 sklepów, spędzając w każdym około pół godziny – zależy to od branży, wielkości sklepów, wymagań pracodawcy. Może także pracować w jednym wybranym sklepie (najczęściej w handlu wielkopowierzchniowym – supermarket, hipermarket, hurtownia) i obsługiwać jedną lub więcej firm (zatrudniony bezpośrednio przez te firmy lub agencję).